# Töging am Inn
Töging am Inn is een gemeente in de Duitse deelstaat Beieren, gelegen in het Landkreis Altötting. De stad telt 9.249 inwoners.

## Geografie
Töging am Inn heeft een oppervlakte van 13,66 km² en ligt in het zuiden van Duitsland, aan de Inn. Deze rivier is hier niet voor vrachtschepen bevaarbaar. Parallel aan de noordoever van de Inn loopt het Innkanal. Dit is omstreeks 1922 gegraven, en dient uitsluitend de regelmatige watertoevoer voor de grote hydro-elektrische centrale (Wasserkraftwerk) van Töging.

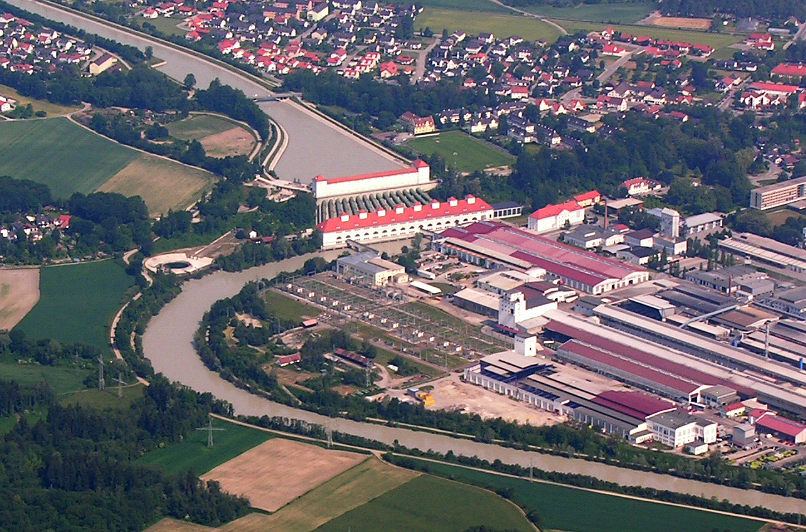
Elektrische centrale
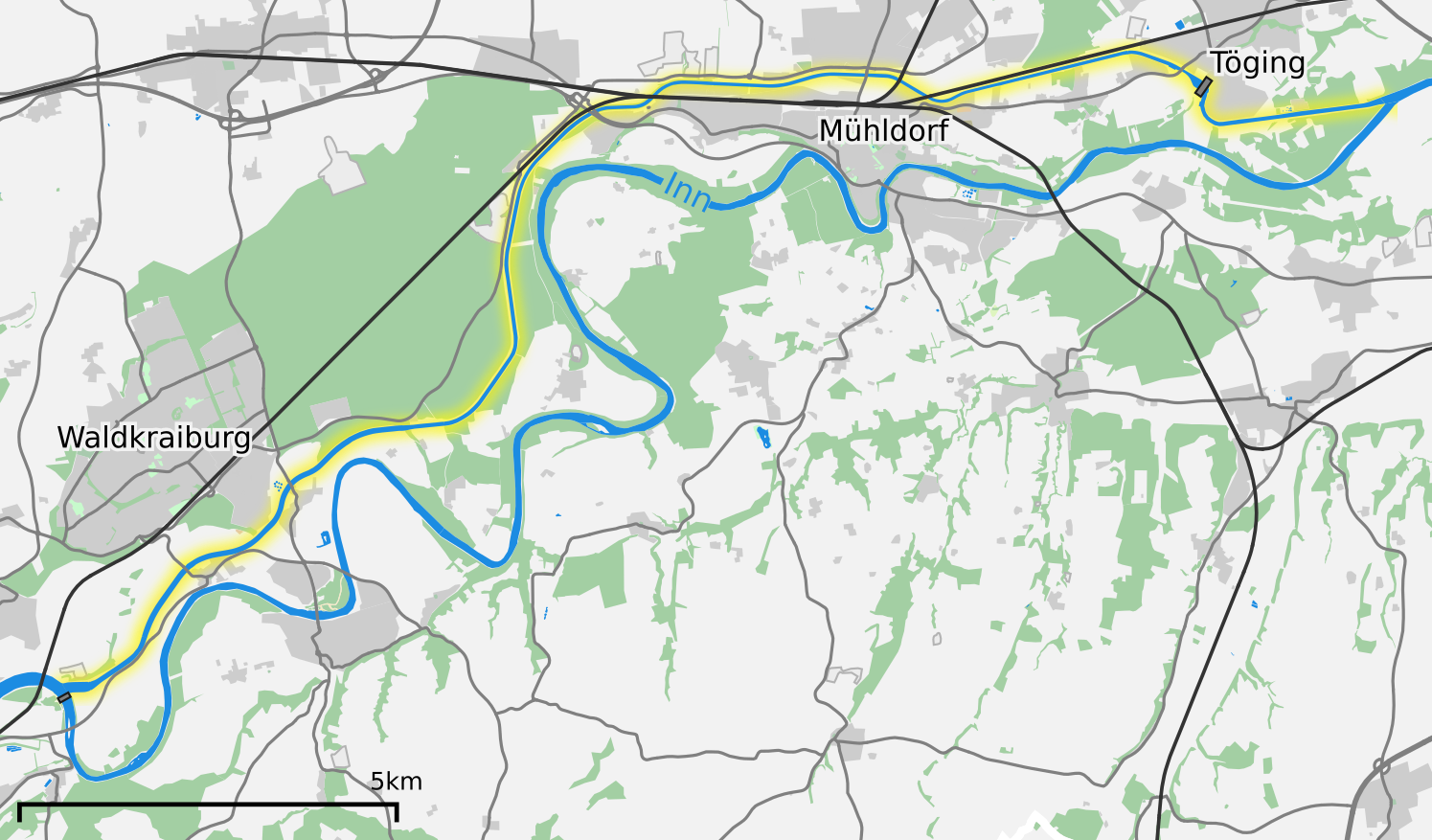
Het Innkanal van Jettenburg, linksonder, langs Waldkraiburg naar Töging

## Geschiedenis
In het begin van de 20e eeuw werd in de omgeving van Töging aluminiumhoudend erts ontdekt. Rond 1920 werd begonnen met grootschalige winning en verdere industriële verwerking van dit materiaal. Daarvoor werd ook de, nog bestaande, waterkrachtcentrale gebouwd. Rond 1997 kwam aan de aluminiumindustrie een einde. Ze maakte geleidelijk plaats voor een zeer groot aantal kleine en middelgrote bedrijven, vrijwel uitsluitend van plaatselijke of hoogstens regionale betekenis. De waterkrachtcentrale is aan een Oostenrijks concern verkocht. In 1972 werd aan Töging het recht toegekend, zichzelf stad te noemen.
Altötting ·
Burghausen ·
Burgkirchen an der Alz ·
Emmerting ·
Erlbach ·
Feichten an der Alz ·
Garching an der Alz ·
Haiming ·
Halsbach ·
Kastl ·
Kirchweidach ·
Marktl ·
Mehring ·
Neuötting ·
Perach ·
Pleiskirchen ·
Reischach ·
Stammham ·
Teising ·
Töging am Inn ·
Tüßling ·
Tyrlaching ·
Unterneukirchen ·
Winhöring